# Allium dichlamydeum
Allium dichlamydeum es una especie de planta bulbosa del género Allium, perteneciente a la familia de las amarilidáceas, del orden de las Asparagales. Originaria de América del Norte.

## Descripción
Allium dichlamydeum es endémica a California, donde crece en los acantilados del mar en la costa en la mitad norte del estado.
Allium dichlamydeum crece de un bulbo de color marrón o gris, que mide de uno a uno y medio centímetros de ancho. Tiene un tallo grueso verde desnudo rodeada de 3 a 6 hojas largas. En lo alto del tallo grueso se encuentra una inflorescencia con cinco a 30 flores. Cada flor tiene seis tépalos ovalados con tonos de color magenta brillante o fucsia y cada flor tiene aproximadamente un centímetro de ancho.

## Taxonomía
Allium dichlamydeum fue descrita por  Edward Lee Greene y publicado en Pittonia 1(11): 166, en el año 1888.
Etimología
Allium: nombre genérico muy antiguo. Las plantas de este género eran conocidos tanto por los romanos como por los griegos. Sin embargo, parece que el término tiene un origen celta y significa "quemar", en referencia al fuerte olor acre de la planta. Uno de los primeros en utilizar este nombre para fines botánicos fue el naturalista francés Joseph Pitton de Tournefort (1656-1708).
dichlamydeum: epíteto latino que significa "con dos mantos".
Sinonimia
- Allium serratum var. dichlamydeum (Greene) M.E.Jones[5]